# Эль-Джуф

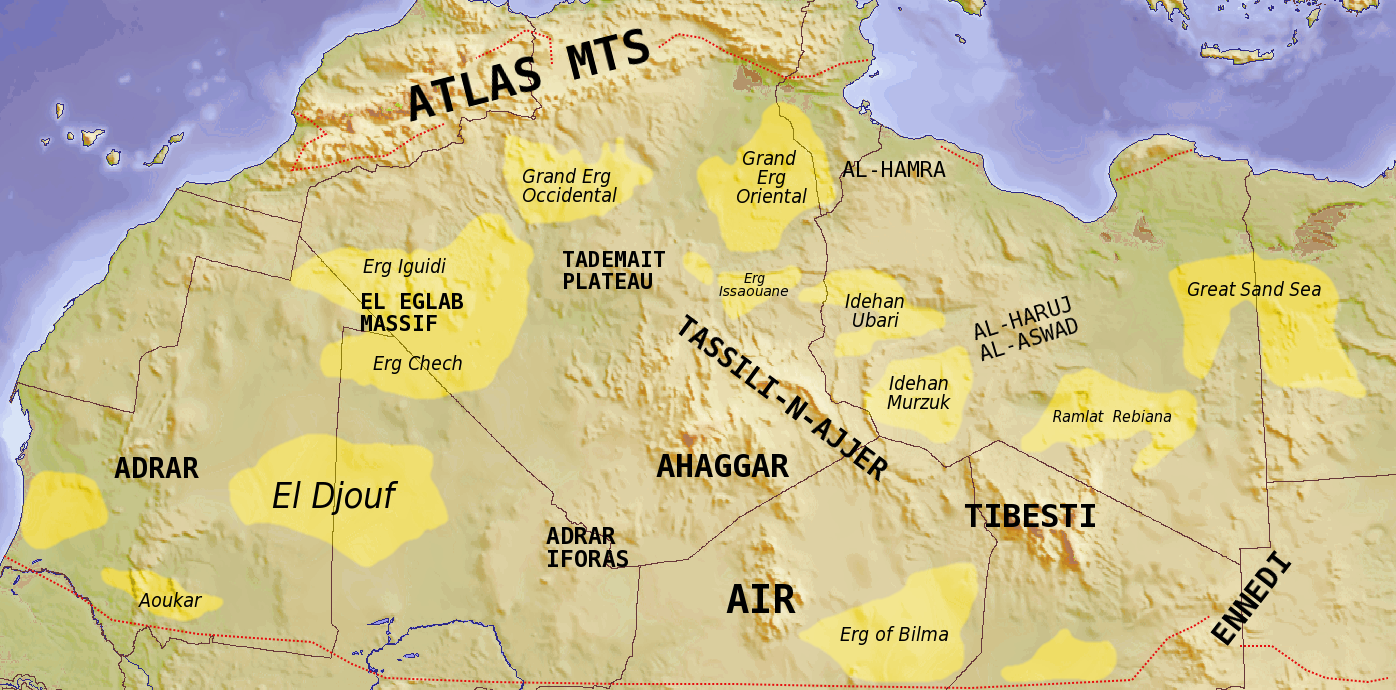
Основные песчаные массивы Сахары.

Эль-Джуф (в пер. с араб. الجوف‎ — тело, брюхо пустыни) — самая низменная область западной части Сахары, охватывающая северо-восток Мавритании и северо-запад Мали.
В северной части Эль-Джуфа, в деревне Тауденни располагаются месторождения соли.
Ещё в начале XX в. через Эль-Джуф проходил караванный путь, соединяющий Северную Африку (с территории современного Марокко) и Тимбукту.

В бессточной низменности неподалёку от Тауденни лежат руины Терхаззы, о которой арабский путешественник Ибн Баттута писал:
«Дома в ней и мечеть построены из блоков соли и покрыты верблюжьими шкурами. Там нет деревьев, один песок. В песке — соляная шахта. Жители ищут там соль и достают её в виде толстых пластин.»